# Butch Deadmarsh
Ernest Charles „Butch“ Deadmarsh (* 15. April 1950 in Trail, British Columbia) ist ein ehemaliger kanadischer Eishockeyspieler, der im Verlauf seiner aktiven Karriere zwischen 1968 und 1978 unter anderem 141 Spiele für die Buffalo Sabres, Atlanta Flames und Kansas City Scouts in der National Hockey League (NHL) sowie 263 weitere für die Vancouver Blazers, Calgary Cowboys, Minnesota Fighting Saints, Edmonton Oilers und Cincinnati Stingers in der World Hockey Association (WHA) auf der Position des linken Flügelstürmers bestritten hat. Sein Cousin 2. Grades, Adam Deadmarsh, war ebenfalls professioneller Eishockeyspieler in der NHL.

## Karriere
Deadmarsh verbrachte seine Juniorenkarriere zunächst in seiner Heimatprovinz British Columbia, wo er zwischen 1966 und 1968 für die Kelowna Buckaroos aus der British Columbia Junior Hockey League (BCJHL) auflief. Nachdem der Stürmer in seinem ersten Jahr als Rookie des Jahres ausgezeichnet worden war, fand er sich nach seiner zweiten Saison in der Liga im First All-Star Team wieder. Anschließend wechselte er in die höherklassige Western Canada Hockey League (WCHL). Dort lief Deadmarsh zwischen 1968 und 1970 für die Brandon Wheat Kings auf. In insgesamt 110 Einsätzen punktete er dabei 124-mal, was ihm schließlich die Auswahl im NHL Amateur Draft 1970 durch die Buffalo Sabres aus der National Hockey League (NHL) bescherte. Sie hatten ihn in der zweiten Runde an 15. Stelle gezogen.
Zu Beginn der Saison 1970/71 stand der 20-Jährige im Kader der Buffalo Sabres, die nach der Aufnahme in die Liga in ihr erstes Jahr gingen. Deadmarsh bestritt dort zunächst zehn Spiele, in denen er punktlos blieb, ehe er an das Farmteam Salt Lake Golden Eagles in die Western Hockey League (WHL) abgegeben wurde. Bei den Golden Eagles beendete der Kanadier die Saison. Auch in den beiden folgenden Jahren gelang es ihm nicht, sich dauerhaft in Buffalos NHL-Kader zu behaupten, wodurch er hauptsächlich für die Cincinnati Swords in der American Hockey League (AHL) aufs Eis ging. Im Februar 1973 wurde der Angreifer schließlich im Tausch für Norm Gratton zu den Atlanta Flames transferiert, die sich in ihrer ersten Saison in der Liga befanden. Dort schaffte der Kanadier den endgültigen Sprung in die NHL und blieb dem Team bis zum Ende der Saison 1973/74 treu.
Im Sommer 1974 unterzeichnete Deadmarsh einen ab der Saison 1975/76 gültigen Dreijahresvertrag bei den Vancouver Blazers, die in der zu dieser Zeit mit der NHL konkurrierenden World Hockey Association (WHA) aktiv waren. Nachdem er im NHL Expansion Draft 1974 von den neu gegründeten Kansas City Scouts ausgewählt worden war, gab der Angreifer bekannt, lieber in der WHA statt der NHL spielen zu wollen. Er boykottierte daraufhin das Trainingscamp und wurde daraufhin im September 1974 suspendiert. Nach dem Einlenken Deadmarshs wurde die Suspendierung aufgehoben. Er lief in 20 Spielen für Kansas City auf, jedoch war die Situation für beide Parteien nicht mehr tragbar, sodass der Offensivspieler im November 1974 der erste Spieler wurde, der von einem NHL- an ein WHA-Franchise verkauft wurde. Der Preis betrug 30.000 US-Dollar. Schließlich lief Deadmarsh für die Vancouver Blazers auf, die im Sommer 1975 nach Calgary umzogen und dort den Spielbetrieb unter dem Namen Calgary Cowboys fortsetzten. Mit 54 Scorerpunkten in 79 Saisonspielen bestritt der Flügelstürmer sein mit Abstand bestes Jahr im Profibereich.
Dennoch setzten die Cowboys die Zusammenarbeit mit ihm vor Beginn seines letzten Vertragsjahres nicht fort, sodass er im September 1976 gemeinsam mit Jack Carlson und Dave Antonovich zu den Minnesota Fighting Saints transferiert wurde. Die Fighting Saints gaben im Gegenzug Jim Harrison nach Calgary ab. Für Minnesota absolvierte Deadmarsh bis zum Januar 1977 35 Partien, ehe er wieder zurück zu den Calgary Cowboys wechselte. Zunächst war ein Tauschgeschäft mit Rich Lemieux angedacht, als dieser sich jedoch weigerte, kauften die Cowboys ihren Ex-Spieler, ebenso wie John Arbour und Danny Gruen. Bei den Cowboys konnte der Offensivspieler an seine Leistungen aus dem Vorjahr anknüpfen und sammelte bis zum Saisonende in 38 Spielen 30 Scorerpunkte. Zuvor hatte er für Minnesota nur 13-mal gepunktet. Nachdem die Calgary Cowboys im Sommer 1977 den Spielbetrieb einstellten, wechselte Deadmarsh als Free Agent zu den Edmonton Oilers. Dort begann der 27-Jährige die Spielzeit 1977/78 auch, ehe er am Ende des Kalenderjahres 1977 im Tausch für Del Hall zu den Cincinnati Stingers abgegeben wurde. Nach dem Spieljahr beendete der Angreifer seine Karriere als Aktiver.

## Erfolge und Auszeichnungen
- 1967 BCJHL Rookie of the Year
- 1968 BCJHL First All-Star Team

## Karrierestatistik
(Legende zur Spielerstatistik: Sp oder GP = absolvierte Spiele; T oder G = erzielte Tore; V oder A = erzielte Assists; Pkt oder Pts = erzielte Scorerpunkte; SM oder PIM = erhaltene Strafminuten; +/− = Plus/Minus-Bilanz; PP = erzielte Überzahltore; SH = erzielte Unterzahltore; GW = erzielte Siegtore; 1 Play-downs/Relegation; Kursiv: Statistik nicht vollständig)